# Centre hospitalier Annecy Genevois
Le Centre hospitalier Annecy Genevois (CHANGE) est issu de la fusion le 1er janvier 2014 du Centre hospitalier de la Région d'Annecy (CHRA), implanté à Épagny-Metz-Tessy située au nord d'Annecy en Haute-Savoie, et de l'Hôpital intercommunal Sud Léman - Valserine, implanté à Saint-Julien-en-Genevois, dans le même département. Il couvre notamment les 145 000 habitants de la communauté de l'agglomération d'Annecy et rayonne sur le département de la Haute-Savoie (800 000 habitants). 
Il est pôle de référence pour les départements de Savoie et de Haute-Savoie dans le domaine de la chirurgie cardiaque (angioplastie coronaire). Le site de Saint-Julien-en-Genevois se situe au cœur de cette ville et sert la région genevoise ainsi qu'une partie du département de l'Ain.[réf. nécessaire]
Le CHANGE offre 1 441 lits et places d'hôpital, accueille 101 856 passages aux urgences et 102 465 séjours toutes activités confondues par an. Le CHANGE est une des périphéries du CHU de Grenoble.

## Historique

### L'hôpital d'Annecy

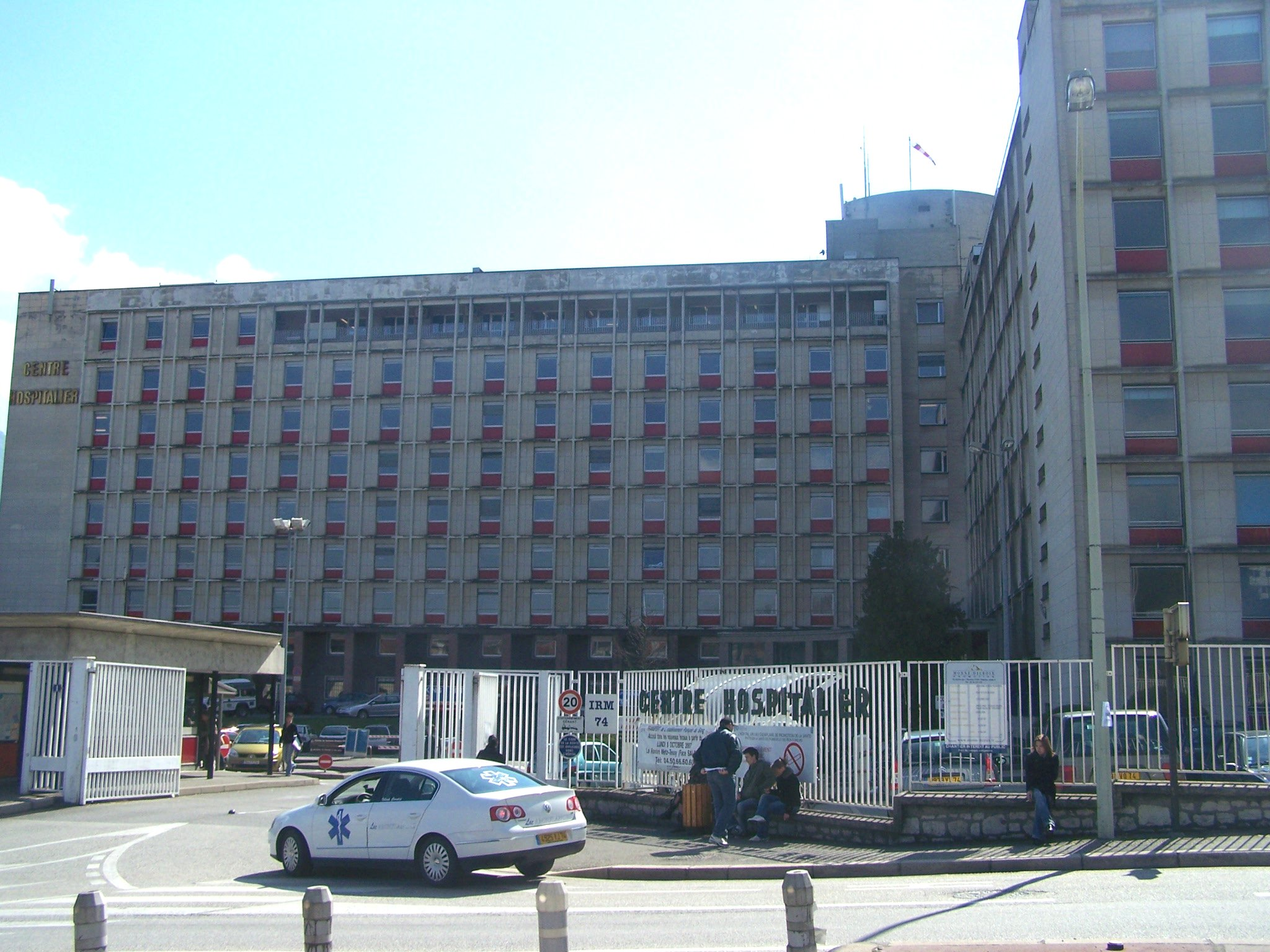
L'ancien centre hospitalier d'Annecy, quartier du Trésum.

Le centre hospitalier d'Annecy trouve ses origines en 1755 où par ordre du roi un « Hôpital Général » est bâti pour unifier les hospices existants, il est achevé le 20 août 1758. En 1825 il devient un véritable établissement de soin et déménage sur le site du Trésum, à l'emplacement de l'ancien couvent des Capucins (XVIe siècle), où il restera jusqu'en 2008.
En 1975, le nouveau bâtiment du Trésum est inauguré, il regroupe les services d'hospitalisation et le plateau technique, permettant à l'Hôpital d'Annecy de se moderniser et de devenir apte à prendre en charge les cas graves et les différentes pathologies.

### L'hôpital de Saint-Julien-en-Genevois
En 1864 et après le rattachement de la Savoie à la France, des fonds sont alloués pour la création d'un hôpital à Saint-Julien-en-Genevois, sous-préfecture du département, qui ouvre après quatre années de travaux. Il est détruit lors d'un incendie le 16 février 1929, et est reconstruit en deux ans pour être rouvert le 29 novembre 1931.
Au cours des années 1960 à 1980, l'hôpital est agrandi et modernisé.

### Vers la mutualisation
Le 1er décembre 2003 marque la mutualisation des urgences des deux hôpitaux.
Les années 2000 voient les deux structures se moderniser : tandis qu'à Saint-Julien-en-Genevois une nouvelle aile du bâtiment est inaugurée en 2007 afin d'abriter des locaux de consultations et une partie du plateau technique (stérilisation, plateau d'endoscopies), le 11 juillet 2008 et après dix ans de travaux le nouveau Centre Hospitalier de la Région d'Annecy est inauguré par la ministre de la santé, Roselyne Bachelot. Ce site moderne remplace celui du Trésum, devenu obsolète.

### Vers la fusion
Le 8 juin 2011, la « Communauté hospitalière de territoire (CHT) Genevois - Annecy - Albanais » voit le jour et permet aux deux sites d'échanger leur expertise et de créer des coopérations. Le 1er décembre 2011, l'hôpital de Saint-Julien se prononce en faveur d'une fusion, facilitée le 1er janvier 2012 par la création d'une direction commune par l'ARS et le 27 janvier c'est au tour de l'hôpital d'Annecy de se prononcer en faveur de la fusion. La période allant des mois de juin à décembre a permis d'élaborer un projet commun et de préparer la fusion et le 2 décembre 2012, la date de fusion est fixée au 1er janvier 2014.
Le 28 février 2013, un contrat d'engagement est signé pour préparer la fusion des deux sites, et le nom et le logo du nouvel ensemble sont dévoilés. Le 1er septembre 2013, l'organisation médicale unique du futur CHANGE est mise en place : composée de dix pôles, ils sont communs aux deux sites. L'année 2013 voit aussi le site de Sain-Julien être rénové pour accompagner la fusion qui s'est effectuée le 1er janvier 2014 comme prévu.

### Un Centre hospitalier unique
La première année d'existence du CHANGE a vu :
- la rénovation de la maternité du site de Saint-Julien-en-Genevois ;
- le déploiement du projet commun pour la qualité de prise en charge du cancer ;
- l'extension des soins de suite et de réadaptation cardiologique et pneumologique à Saint-Julien-en-Genevois ;
- le développement de nouvelles techniques de cardiologie interventionnelle à Annecy.

Pour la période 2015-2018, sont prévus :
- la reconstruction des bâtiments de gériatrie des deux sites pour de meilleurs conforts et prise en charge des personnes âgées ;
- l'extension de la maternité du site d'Annecy et le développement de projets d'accouchements personnalisés ;
- la mise en place de nouveaux services : addictologie, soins palliatifs et ophtalmologie à Saint-Julien-en-Genevois ;
- la poursuite de projets innovants, dont : Recherche clinique, éducation thérapeutique du patient, consultations en proximité grâce à la télémédecine, chirurgie et médecine ambulatoire.

## L'organisation du CHANGE

### Hôpitaux

#### Le site d'Annecy
Situé sur la commune d'Épagny-Metz-Tessy, ce site accueille les patients de la région annécienne et est le site principal dans l'agglomération.
Son plateau technique est complet (bloc opératoire, appareils d’imagerie, laboratoire, accélérateurs de particules…) et l'ensemble des spécialités de médecine et de chirurgie sont représentées, y compris les spécialités de recours (chirurgie cardiaque, neurochirurgie, réanimation…). Il dispose aussi d'une maternité, d'un service d’urgences et d'unités de psychiatrie.
Le bâtiment principal regroupe 5 étages sur une longueur de 520 mètres.[réf. nécessaire]

#### Le site de Saint-Julien-en-Genevois
Situé dans le centre-ville de Saint-Julien-en-Genevois, ce site accueille les patients de la région genevoise. 
Son plateau technique moderne (bloc opératoire, laboratoire, scanner, IRM…) offre une large palette de soins en médecine, chirurgie et en réadaptation (le service de réadaptation cardiaque étant unique pour l’ensemble de l’établissement), un service d’urgences et une maternité, en lien avec le site d’Annecy.

### Résidences
Le CHANGE dispose de deux Unité de soins de longue durée (USLD) et deux Établissement d'hébergement pour personnes âgées dépendantes (EHPAD), un par agglomération :
- Espace Santé Innovation du Semnoz (ESIS) : située à Seynod, au sud-est d'Annecy, cette résidence regroupe une Unité de soins de longue durée (USLD) et un service de soins de suite et de réadaptation (SSR) ;
- Saint-François : située à Annecy, cette résidence est un Établissement d'hébergement pour personnes âgées dépendantes (EHPAD). Des sites extérieurs destinés à la santé mentale se situent à Annecy, Épagny-Metz-Tessy, Rumilly et Seynod[5] ;
- EHPAD Baudelaire : située à Saint-Julien-en-Genevois, à proximité immédiate du bâtiment sanitaire, c'est une résidence consacrée aux personnes âgées.

## Le personnel du Centre hospitalier Annecy Genevois
En 2019, 4 493 professionnels dont 709 médecins travaillent au CHANGE.

## Politique hospitalière

### Organisation en pôles
Le CHANGE est organisé en dix pôles fonctionnels regroupant des services ayant des activités communes ou complémentaires :
- Anesthésie – Chirurgie : Intègre les différentes spécialités chirurgicales, ainsi que les services d’hépato-gastroentérologie, les blocs opératoires et l’anesthésie ;
- Cancérologie : Regroupe les services fortement liés à la prise en charge du cancer : oncologie, hématologie, radiothérapie, oncologie digestive, pulmonaire et gynécologique, dermatologie, hospitalisation à domicile (HAD) et soins palliatifs ;
- Cardiovasculaire : Regroupe toute la filière cardiologique, de la chirurgie cardiaque aux soins de suite cardiologiques en passant par la cardiologie médicale et interventionnelle ;
- Femme - Mère – Enfant : Rassemble la gynécologie-obstétrique et la pédiatrie des deux sites ;
- Gériatrie : Regroupe l’ensemble de la filière gériatrique de l’établissement, intégrant les services de court séjour, les équipes mobiles, les SSR, les unités de longue durée et les EHPAD ;
- Médecine : Rassemble les spécialités médicales de l’établissement, hormis les spécialités liées à la cardiologie et à la cancérologie ;
- Médico-technique : Rassemble l’imagerie médicale, le laboratoire, la pharmacie, la rééducation, la diététique et les transports à caractère sanitaire intra-hospitaliers ;
- Santé mentale : Regroupe tous les services de psychiatrie adulte et infanto-juvénile, essentiellement situés sur le bassin d’Annecy ;
- Santé publique et communautaire : Regroupe toutes les activités transversales telles que l’information médicale, l’addictologie, l’hygiène, la PASS et la recherche clinique ;
- Soins critiques : Regroupe la réanimation polyvalente, l'Unité de Soins Continus et le déchocage;
- Urgences : Regroupe les SAU, le SAMU/centre 15, les UHCD.